# Elmar Rösch
Elmar Rösch (* 15. März 1925 in Duisburg; † 12. März 2015 in Moers) war ein deutscher Fußballtrainer, der von 1959 bis 1961 Trainer des Meidericher SV in der Oberliga West war.

## Laufbahn als Trainer
Rösch war im Hauptberuf als Lehrer tätig und engagierte sich nebenbei in der Hockeyabteilung des Meidericher SV aus seiner Geburtsstadt Duisburg. Zudem hatte er auch ein Diplom als Fußballtrainer erworben. Am 7. Oktober 1959 trennte sich die Fußballabteilung des MSV vom Trainer der ersten Mannschaft Helmut Kronsbein, da dessen Verhältnis sowohl zum Vorstand als auch zu den Spielern sich zuvor immer weiter verschlechtert hatte. Infolgedessen wurde der damals 34-jährige Rösch als schneller Ersatz in die Fußballabteilung beordert und übernahm den Cheftrainerposten in der Oberliga West, welche im damals noch regional begrenzten Ligensystem die höchste Spielklasse darstellte. Am 18. Oktober dieses Jahres saß er gegen Borussia Mönchengladbach erstmals auf der Bank und musste eine 1:2-Niederlage hinnehmen. Meiderich befand sich damals am Tabellenende und Rösch musste mit einer Mannschaft, die zum großen Teil lediglich aus lokal verwurzelten Spielern wie Günter Preuß, Kurt Neumann, Kurt und Ludwig Nolden oder Heinz Bohnes bestand, den Klassenerhalt sichern. Hinzu kam, dass prägende Akteure den Verein in den letzten Jahren verlassen hatten und junge Spieler daher eine verhältnismäßig starke Rolle einnahmen. Zur Winterpause belegte der MSV daher einen Abstiegsplatz, konnte sich jedoch durch eine gute Serie in der Rückrunde retten und am Ende noch den achten Tabellenrang belegen. Allerdings war die Liga abgesehen von den Spitzenmannschaften extrem ausgeglichen, sodass der Vorsprung auf Schwarz-Weiß Essen lediglich drei Punkte betrug; die Essener stiegen ihrerseits als Tabellenletzter trotz eines Torverhältnisses von 47:46 ab.
Zu Beginn der Saison 1960/61 ergaben sich in der Mannschaft der „Zebras“ einige personelle Veränderungen, unter anderem rückten die Nachwuchsspieler Dieter Danzberg, Friedhelm Vos und Manfred Müller in die Oberligamannschaft auf. Der Start in die neue Spielzeit verlief mittelmäßig und die Meidericher erschienen erneut in Abstiegsgefahr, jedoch konnte am 13. November 1960 der bisherige Tabellenführer 1. FC Köln mit 2:1 geschlagen werden. Am Tag nach diesem Erfolg war Rösch in einen schweren Verkehrsunfall verwickelt, wodurch er einen Rippenbruch und eine Gehirnerschütterung erlitt. Seine Aufgaben übernahm vorerst der Juniorentrainer Wilhelm Schmidt, ehe Rösch nach einigen Wochen wieder seiner Arbeit nachgehen konnte. Die sportliche Situation blieb die gesamte Saison über angespannt und erst am letzten Spieltag wurde der Klassenverbleib durch ein 3:0 gegen Borussia Dortmund endgültig gesichert. Im Sommer 1961 verpflichtete der Verein mit Willi Multhaup einen neuen Trainer, womit Röschs Tätigkeit nach knapp zwei Jahren endete. Unter seiner Leitung hatte sich der damals 19-jährige spätere Vizeweltmeister Werner Krämer im Verlauf der Spielzeit 1959/60 zum Stammspieler entwickelt. Im darauffolgenden Jahr schaffte mit Hartmut Heidemann ein weiterer künftiger Nationalspieler den Sprung in Röschs Stammelf.